# خطار (اسم)
خطار هو اسم علم مذكر من أصل عربي، ومعناه هو على صيغة المبالغة، وهوالكثير التبختر في مشيته، والمبالغة من «خاطر» والخطار الطعان بالرمح المقلاع العطار.

## وصلات خارجية
- موسوعة السلطان قابوس لأسماء العرب نسخة محفوظة 5 أبريل 2019 على موقع واي باك مشين.